# 38628 Huya
38628 Huya (privremena oznaka 2000 EB173), trans-neptunski objekt u Kuiperovom pojasu, vjerojatno patuljasti planet.  Otkrio ga je Ignacio Ferrin 10. ožujka 2003. iz zvjezdarnice Llano del Hato. 